# 細井徳次郎
細井 徳次郎（ほそい とくじろう、1900年8月1日 - 1975年6月5日）は、日本の経営者。埼玉県出身。

## 経歴
1925年に東京商科大学本科を卒業し、同年に明糖産業に入社。1929年に明治製菓に転じ、取締役、常務、専務、副社長を経て、1964年11月に社長に就任。1970年11月に相談役に就任。
1966年5月に藍綬褒章を受章し、1972年4月に勲三等瑞宝章を受章。
1975年6月5日心臓衰弱のために死去。74歳没。